# Сокільники (гміна)
Гміна Сокільники — колишня (1934—1939 роки) сільська ґміна Львівського повіту Львівського воєводства Польської республіки (1918—1939) рр.. Центром ґміни було село Сокільники.
14 липня 1934 року було створено ґміну Сокільнікі у Львівському повіті. До неї увійшли сільські громади: Кугаїв, Милятичі, Сокільнікі, Солонка, Вовків, Загір'я, Жирівка.
У 1934 році територія ґміни становила 87,8 км². Населення ґміни станом на 1931 рік становило 9059 осіб. Налічувалося 1623 житлові будинки.
Національний склад населення ґміни Сокільники станом на 1 січня 1939 року був наступним:
| село       | населення | українці-грекокатолики | українці-латинники | євреї | німці | поляки | польські колоністи |
| ---------- | --------- | ---------------------- | ------------------ | ----- | ----- | ------ | ------------------ |
| Кугаїв     | 760       | 430                    | 230                | 10    | 5     | 50     | 35                 |
| Милятичі   | 860       | 230                    | 580                | 20    | 10    | 20     |                    |
| Сокільники | 4090      | 10                     |                    | 20    |       | 4060   |                    |
| Солонка    | 1430      | 1280                   | 35                 | 15    |       | 100    |                    |
| Вовків     | 920       | 180                    |                    | 15    | 5     | 720    |                    |
| Загір’я    | 570       | 210                    | 310                | 5     | 20    | 25     |                    |
| Жирівка    | 1170      | 1150                   | 15                 | 5     |       |        |                    |
| Загалом    | 9800      | 3490                   | 1170               | 90    | 40    | 4975   | 35                 |
| Відсотки   | 100%      | 35,61%                 | 11,94%             | 0,92% | 0,41% | 50,77% | 0,36%              |

Публіковані ж поляками цифри про 69,9% поляків у ґміні за ніби-то результатами перепису 1931 року суперечать шематизмам та даним, отриманим від місцевих жителів (див. вище), та пропорціям за допольськими (австрійськими) та післяпольськими (радянським 1940 року та німецьким 1943 року) переписами.
Ґміна зайнята 12 вересня 1939 року 1-шою гірськопіхотною дивізією. Відповідно до Пакту Молотова — Ріббентропа 22 вересня територія ґміни була передана німцями радянським військам. 
Ґміна ліквідована у 1940 році у зв'язку з утворенням Сокільницького району з центром у м. Пустомити.